# Silard Bogdanfi
Silard Ignac Bogdanfi (мађ. Szilárd Ignác Bogdánffy, 21. februar 1911, Feketeto, Torontalska županija, Austro-Ugarska (danas Crna Bara kod Čoke) — 3. oktobar 1953, Ajud) bio je rimokatolički biskup u biskupiji Satu Mare i Oradea. 30. oktobra 2010 proglašen je za blaženoga u Oradei u Rumuniji.

## Životni put
Silard Ignac Bogdanfi je rođen u tadašnjoj austrougarskoj pokrajini Torontal u zaseoku Crna Bara, župa Čoka, 27 km SZ od Kikinde blizu rumunske granice. 1925 se je porodica preselila u Temišvar, gde je upisao gimnaziju kod redovnika piarista. Zatim je primljen u katoličko semenište u biskupiji Oradea. 29. juna 1934 ga je biskup Štefan Fiedler, zaredio za sveštenika. Studije je nastavio na univerzitetu u Budimpešti i postigao doktorat iz filozofije te dogmatike. Posle povratka u Rumuniju godine 1944 je postao profesor na bogosloviji u Oradei i od 1947 katedralni prošt.
14. februara 1949 ga je kriomice posvetio u Satu Mare-ju za biskupa apostolski nuncij u Rumuniji, nadbiskup Gerald Patrik O'Hara. Jedva dva meseca kasnije ga vlasti zatvoriše te je ostao u zatvoru do svoje smrti kao politički zatvorenik. Tamo se teško razboleo zbog zlostavljanja i neodgovarajućeg tretmana: dobio je zapaljenje pluća. Zatvorski lekar mu nije hteo dati nužne lekove, zbog čega je preminuo.

## Beatifikacija
30. oktobra 2010 je bio biskup Silard u Oradei proglašen blaženim kao mučenik. Proglaőenje je obavljeno u tamošnjoj katedrali uz prisustvo oko dvadeset hiljada vernika – među kojima je bio takođe autobus vernika iz Banata, koji su dobili počasno mesto.

### Novi blaženik sa područja bivšeJugoslavije
Silard Bogdanfi rođen je na području Vojvodine, danas Srbija, dakle na području bivše Jugoslavije; umro je u zatvoru Aiud u Rumuniji. 30. oktobra 2010 je bio proglašen za blaženoga u Velikom Varadinu (Oradei) u Rumuniji.
Tako se je pridružio blaženiku Lojzetu Grozdetu još jedan blaženik sa područja bivše Jugoslavije, koji je takođe bio žrtva komunističkog verskog progona. Lojzeta je pribrojio blaženima vatikanski državni tajnik kardinal Tarcizio Bertone. Za biskupa i mučenika Silarda Bogdanfija je obavio beatifikaciju pročelnik kongregacije za kauze svetaca kardinal Anđelo Amato, a misu je vodio budimpeštanski kardinal i primas Peter Erde; prisutni su bili takođe vernici, sveštenici, redovnici i biskupi iz Srbije.

## Napomene
1. ↑  doslovno Crno jezero

## Literatura
- Ioan Ploscaru, Lanțuri și teroare, Editura Signata, Timișoara, 1993, str. 185-189.
- László Böcskei püspök: Imafüzet (Isten Szolgája/Boldog) Bogdánffy Szilárd vértanú püspökhöz, Rómaikatolikus Püspökség Nagyvárad (Veliki Varadin), 2010 ukupno stranica 36.

## Spoljašnje veze
- Online-Encyclopedia: Szilárd Bogdánffy
- Prikaz na catholic-hierarchy.org
- Newsaints.faithweb.com Архивирано на веб-сајту  (9. фебруар 2011) (језик: енглески) – na osam stranica su nabrojeni mučenci: vernici, sveštenici i biskupi, koji su umrli za vreme i posle Drugog svetskog rata kao žrtve komunističkog progona u raznim zemljama, takođe u Rumuniji. Za njih je uveden postupak za beatifikaciju i kanonizaciju.
- Izveštaj o novom blaženiku
- Vesti: Erdély ma
- Erdély ma od: 6. IV. 2010
- Katoličke novine: Magyar Kurír